# NGC 6604
NGC 6604 هي مجرة تتبع كوكبة الحية. اكتشفها ويليام هيرشل في 15 يوليو 1826.

## روابط خارجية
- NGC 6604 على موقع ويكي سكاي: DSS2, SDSS, GALEX, IRAS, Hydrogen α, X-Ray, Astrophoto, Sky Map, Articles and images